# Saint-François-de-Sales (Savoie)
Pour les articles homonymes, voir Saint-François-de-Sales et François de Sales.
Saint-François-de-Sales est une commune française située dans le département de la Savoie, en région Auvergne-Rhône-Alpes. Son nom vient de l'église dédiée au saint patron, originaire de Savoie, François de Sales.
La commune compte sur son territoire une station de sports d'hiver, qui fait partie du grand domaine Savoie Grand Revard.

## Géographie

### Situation et description
Située dans la partie ouest du massif des Bauges (aussi appelée Bauges derrière), la commune de Saint-François-de-Sales occupe le versant sud de la Montagne du Revard, ayant ainsi une exposition de type « adret ».
Les communes limitrophes sont Le Noyer (Savoie) au sud-est, dont elle est séparée par le Nan de Saint François, Arith au nord-est, les Déserts au sud-est, Saint-Offenge-Dessus et Saint-Offenge-Dessous à l'ouest.
La commune se compose de cinq hameaux : la Magne, le Mouchet, le Chef Lieu, le Charmillon et le Champ.

## Urbanisme

### Typologie
Au 1er janvier 2024, Saint-François-de-Sales est catégorisée commune rurale à habitat dispersé, selon la nouvelle grille communale de densité à sept niveaux définie par l'Insee en 2022.
Elle est située hors unité urbaine et hors attraction des villes,.

### Occupation des sols
L'occupation des sols de la commune, telle qu'elle ressort de la base de données européenne d’occupation biophysique des sols Corine Land Cover (CLC), est marquée par l'importance des forêts et milieux semi-naturels (90,7 % en 2018), une proportion identique à celle de 1990 (90,7 %). La répartition détaillée en 2018 est la suivante : 
forêts (70,1 %), milieux à végétation arbustive et/ou herbacée (20,7 %), prairies (9,3 %).
L'IGN met par ailleurs à disposition un outil en ligne permettant de comparer l’évolution dans le temps de l’occupation des sols de la commune (ou de territoires à des échelles différentes). Plusieurs époques sont accessibles sous forme de cartes ou photos aériennes : la carte de Cassini (XVIIIe siècle), la carte d'état-major (1820-1866) et la période actuelle (1950 à aujourd'hui).

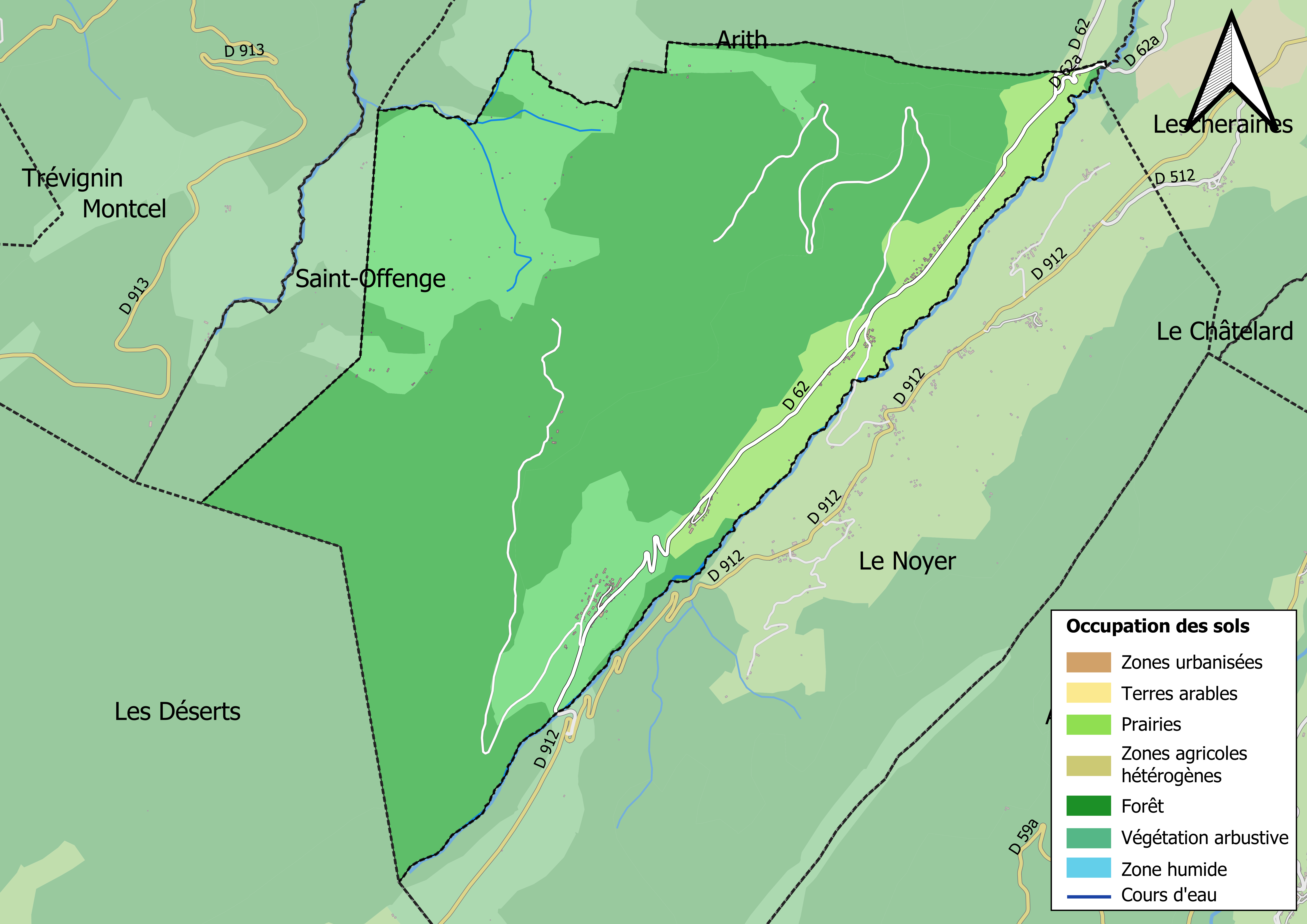
Carte des infrastructures et de l'occupation des sols en 2018 (CLC) de la commune.
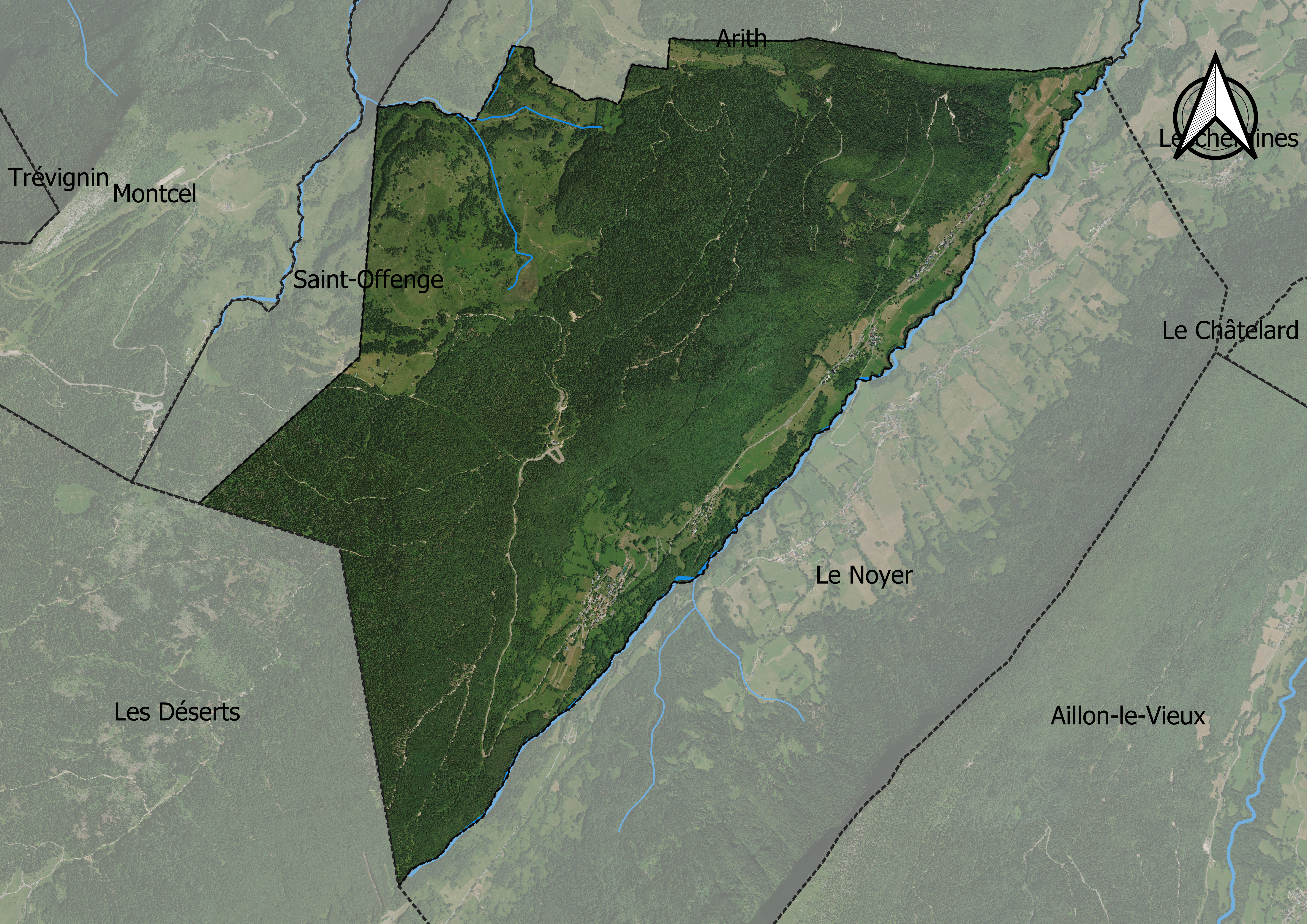
Carte orthophotogrammétrique de la commune.

## Toponymie
La paroisse puis la commune porte le nom de François de Sales (1567-1622), originaire du château de Sales, dans le duché de Savoie, évêque de Genève, proclamé saint et docteur de l'Église catholique.
En francoprovençal, le nom de la commune s'écrit Sè Fransa, selon la graphie de Conflans.

## Politique et administration
| Période                                  | Période                    | Identité               | Étiquette | Qualité |
| ---------------------------------------- | -------------------------- | ---------------------- | --------- | ------- |
| avant 1981                               | ?                          | M. François Pernet     | DVG       |         |
| mars 2001                                | mars 2014                  | Mme Dominique Gauthier | ...       | ...     |
| mars 2014                                | En cours (au 30 juin 2020) | Mme Maryse Fabre       | ...       | ...     |
| Les données manquantes sont à compléter. |                            |                        |           |         |

## Population et société

### Démographie
L'évolution du nombre d'habitants est connue à travers les recensements de la population effectués dans la commune depuis 1793. Pour les communes de moins de 10 000 habitants, une enquête de recensement portant sur toute la population est réalisée tous les cinq ans, les populations de référence des années intermédiaires étant quant à elles estimées par interpolation ou extrapolation. Pour la commune, le premier recensement exhaustif entrant dans le cadre du nouveau dispositif a été réalisé en 2007.

En 2022, la commune comptait 176 habitants, en évolution de +15,03 % par rapport à 2016 (Savoie : +3,63 %, France hors Mayotte : +2,11 %).
| 1793 | 1800 | 1806 | 1822 | 1838 | 1848 | 1858 | 1861 | 1866 |
| ---- | ---- | ---- | ---- | ---- | ---- | ---- | ---- | ---- |
| 663  | 662  | 764  | 845  | 893  | 936  | 789  | 819  | 832  |

| 1872 | 1876 | 1881 | 1886 | 1891 | 1896 | 1901 | 1906 | 1911 |
| ---- | ---- | ---- | ---- | ---- | ---- | ---- | ---- | ---- |
| 820  | 804  | 715  | 704  | 661  | 667  | 580  | 523  | 454  |

| 1921 | 1926 | 1931 | 1936 | 1946 | 1954 | 1962 | 1968 | 1975 |
| ---- | ---- | ---- | ---- | ---- | ---- | ---- | ---- | ---- |
| 368  | 312  | 315  | 291  | 252  | 213  | 152  | 146  | 123  |

| 1982 | 1990 | 1999 | 2006 | 2007 | 2012 | 2017 | 2022 | - |
| ---- | ---- | ---- | ---- | ---- | ---- | ---- | ---- | - |
| 106  | 96   | 124  | 137  | 139  | 151  | 150  | 176  | - |

## Économie

### Tourisme
La commune possède une petite station de sports d'hiver reliée au grand domaine Savoie Grand Revard, dont l'office de tourisme se trouve à La Féclaz.
En 2014, la capacité d'accueil de la commune-station, estimée par l'organisme Savoie Mont Blanc, est de 454 lits touristiques répartis dans 62 établissements. Les hébergements se répartissent comme suit : 7 meublés ; une centre ou village de vacances ; une refuge de montagne ou gîte d'étape.

## Culture locale et patrimoine

### Lieux et monuments

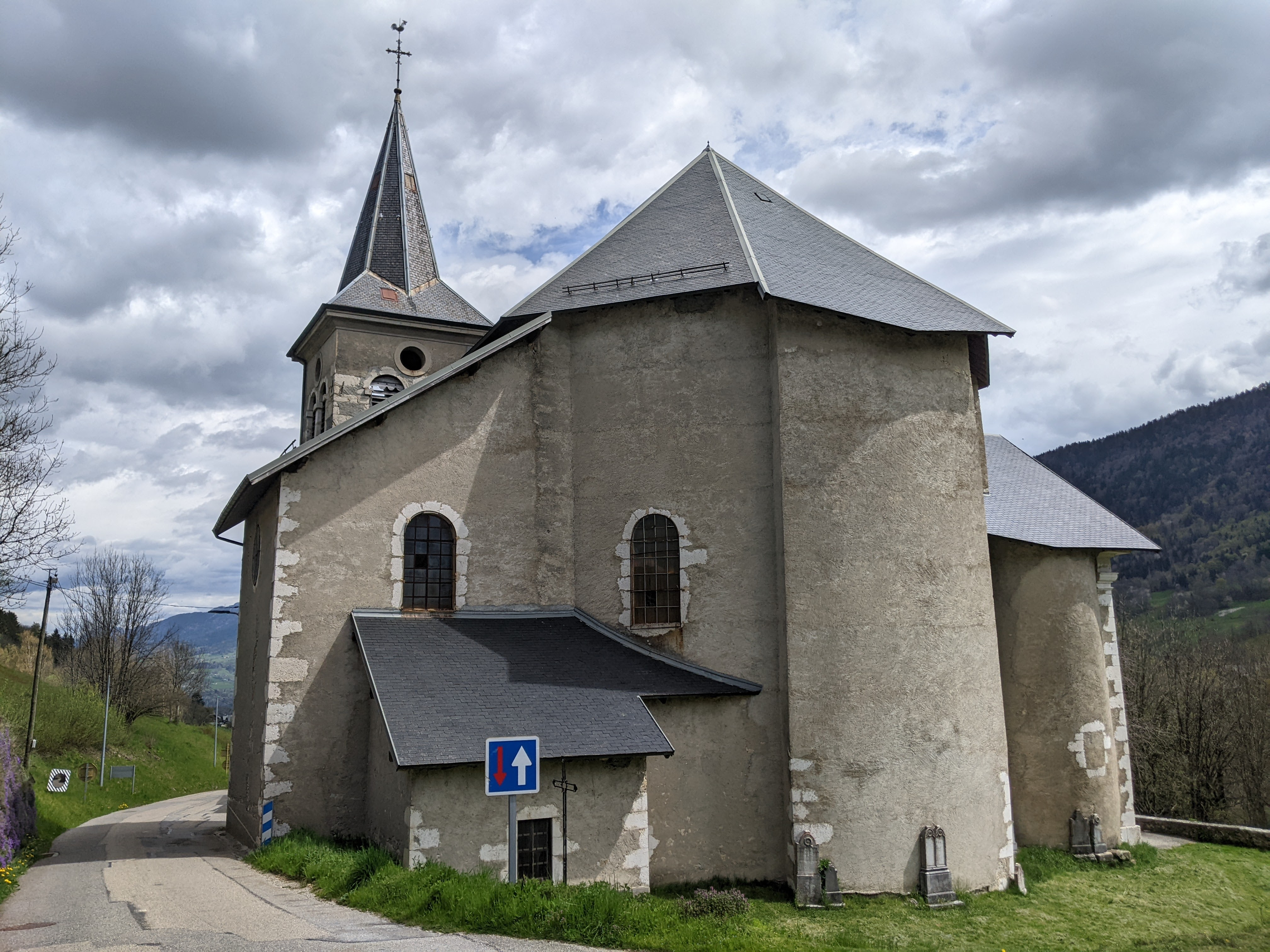
Chevet de l'église

Une zone de conservation a été établie sur le plateau des creusates, autour de la tourbière du même nom.
Celle-ci ainsi que des landes qui l'entourent ont été décrétées Zone naturelle d'intérêt écologique, faunistique et floristique de type I pour une superficie de 29,63 ha.
On peut y observer une population de tétras lyre, ce qui est inhabituel à une altitude aussi peu élevée (source ministère de l'Écologie).
La croix du berger, elle aussi sur le plateau des creusates, accueille annuellement une kermesse, et est lieu privilégié pour la randonnée pédestre en été et la raquette l'hiver, du fait du panorama qui est offert au sommet de la butte sur laquelle elle se trouve.
L'église de Saint-François-de-Sales se démarque par son style architectural grec de celles des communes alentour d'inspiration art baroque savoyard.
Elle fut reconstruite en 1832, sur l'emplacement où la mule de saint François se serait arrêtée.
Saint-François-de-Sales abrite également à son nouveau géoparc, l'observatoire d'astronomie des Bauges depuis septembre 2012.

### Personnalités liées à la commune
Jean-Paul Pernet - dernier argentier des Bauges - à ne pas confondre avec Jean-Paul Rossi qui fait connaitre l'argenterie des Bauges mais qui n'est pas du pays de La Magne.